# قلمون
القلمون (به عربی: القلمون ) یک منطقهٔ مسکونی در لبنان است که در استان شمالی لبنان واقع شده‌است.